# Friends (album The Easybeats)
Friends – piąty, ostatni studyjny album zespołu The Easybeats wydany w styczniu 1969 roku. Z technicznego punktu widzenia nie jest to album The Easybeats, wyjątek stanowi rozpoczynający album singiel "St. Louis". Większość utworów na albumie to kompozycje spółki Vanda/Young, które były demonstrowane innym artystom.

## Lista utworów
Wszystkie piosenki skomponowali Harry Vanda i George Young.
| 1.  | "St. Louis"                   | 3:13  |
|     |                               |       |
| 2.  | "Friends"                     | 3:43  |
|     |                               |       |
| 3.  | "Watching the World (Go By)"  | 2:36  |
|     |                               |       |
| 4.  | "Can't Find Love"             | 3:29  |
|     |                               |       |
| 5.  | "Holding On"                  | 3:40  |
|     |                               |       |
| 6.  | "I Love Marie"                | 2:38  |
|     |                               |       |
| 7.  | "Rock ’n’ Roll Boogie"        | 2:30  |
|     |                               |       |
| 8.  | "Tell Your Mother"            | 5:22  |
|     |                               |       |
| 9.  | "The Train Song"              | 3:31  |
|     |                               |       |
| 10. | "What Becomes of You My Love" | 3:18  |
|     |                               |       |
| 11. | "Woman You're on My Mind"     | 4:34  |
|     |                               |       |
|     |                               | 38:34 |
|     |                               |       |

## Skład zespołu
- Stevie Wright – śpiew
- George Young – gitara
- Harry Vanda – gitara prowadząca
- Dick Diamonde – gitara basowa
- Tony Cahill – perkusja, instrumenty perkusyjne